# Verbenole
Die Verbenole (Betonung auf der dritten Silbe: Verbenole) oder 2-Pinen-4-ole bilden eine Stoffgruppe bicyclischer Monoterpen-Alkohole.

## Vertreter
Man kennt verschiedene isomere Formen der Verbenole. Beim cis-Isomer befinden sich die beiden Methylgruppen (–CH3) auf derselben Seite des Kohlenstoffrings wie die Hydroxygruppe (–OH), beim trans-Isomer auf gegenüberliegenden Seiten. Zu jeder Form gibt es wiederum Enantiomere, die optische Aktivität aufweisen, also beim Lichtdurchgang die Lage der Ebene von linear polarisiertem Licht drehen. Alle Verbenole sind einwertige, sekundäre Alkohole, da das Kohlenstoffatom, welches die Hydroxygruppe trägt, an zwei weitere Kohlenstoffatome gebunden ist.
| keine Einstufung verfügbar |

| keine Einstufung verfügbar |

| Gefahrensymbol |

| keine Einstufung verfügbar |

## Vorkommen, Eigenschaften und Verwendung

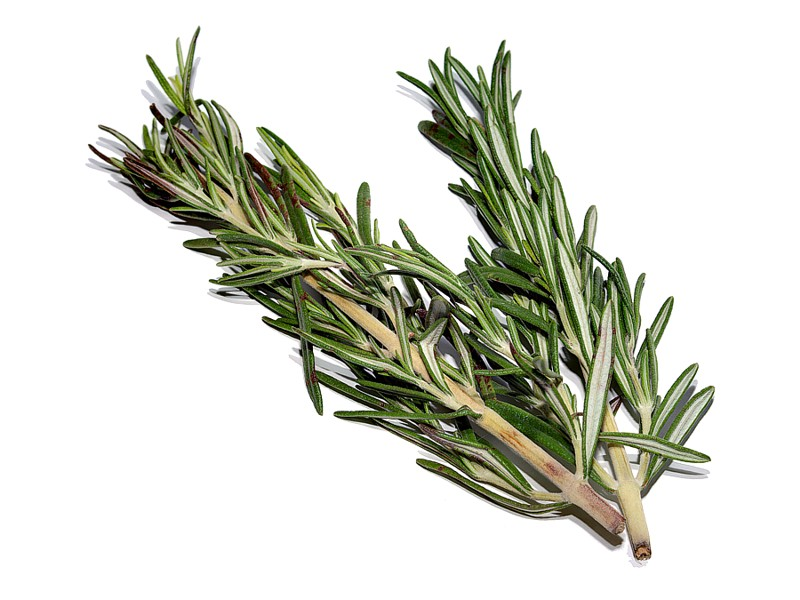
Verbenole kommen in Rosmarin vor.

Verbenole findet man im Terpentin, Echtem Sellerie, Meerträubel(Ephedra sinica), Ysop, Bay, Rosmarin und im Weihrauch (Boswellia sacra). Sie sind zusammen mit Myrcen und Ipsdienol Aggregationspheromone der Borkenkäfer.
Wegen des hohen Preises werden Verbenole nicht als reine Substanzen in der Parfümerie eingesetzt, sondern nur als Gemisch in Form von ätherischen Ölen. Wegen ihrer Wirkung als Pheromone werden sie zum Beispiel in Insektenfallen verwendet. Verbenole können Bestandteil von Pflanzenschutzmitteln sein. In den Staaten der EU besteht hierfür keine Zulassung, in der Schweiz sind jedoch Pflanzenschutzmittel mit (S)-cis-Verbenol als Wirkstoff erhältlich.